# Dmitri Petrowitsch Mussin
Dmitri Petrowitsch Mussin (russisch Дмитрий Петрович Мусин; * 19. November 1920; † 23. September 2002) war ein sowjetischer Botschafter.

## Leben
Mussin war Mitglied der KPdSU und studierte 1945 am Moskauer Institut für Luftfahrt.
Im Jahr 1947 trat Mussin in den auswärtigen Dienst und wurde zunächst in Moskau eingesetzt, dann in Ottawa (1948–1951), Moskau (1951–1955), erneut in Ottawa (1955–1959) und in Moskau (1959–1965) und schließlich von 1965 bis 1968 als Gesandtschaftsrat in London. Danach wurde Mussin wieder nach Moskau versetzt, wo er bis 1972 blieb und ab 1970 auch stellvertretender Leiter der Abteilung Europa II war.
Anschließend wurde Mussin vom 14. Juli 1972 bis zum 14. Januar 1975 als Botschafter in Canberra eingesetzt und war vom 15. Mai 1974 bis zum 12. Mai 1975 zugleich auch für Suva, Fidschi zuständig. Danach wurde er von 1975 bis 1978, diesmal als Botschafter, wieder nach Moskau versetzt und übernahm danach vom 23. März 1978 bis zum 25. März 1987 die Botschaft in Kingston (Jamaika), wo er vom 23. April 1980 bis zum 29. Juli 1982 zugleich auch für St. George’s zuständig war.